# 綾瀬 (足立区)
綾瀬（あやせ）は、東京都足立区の町名。住居表示実施済みであり、綾瀬一丁目から七丁目までが設置されている。

## 地理
東京都東部を南流する綾瀬川の東側、同区南部を東西に横切る東京メトロ千代田線・JR常磐線綾瀬駅周辺に位置する。足立区東南部にあたり、北で加平、東で谷中・東綾瀬・葛飾区西亀有、南で葛飾区堀切・小菅、西は綾瀬川を挟んで青井・弘道・西綾瀬に隣接する。町域内の大半はJR常磐線高架路線の北側に南北に細長い形で広がっているが、一、二丁目のみは路線南側に互いに分断された形で葛飾区に食い込むような形で広がっている。JR・東京地下鉄綾瀬駅には駅前広場は無いが、高架橋下にバスターミナルが設置され、近隣におけるバス路線網の拠点となっている。駅前には複合商業施設や商店街が並ぶ。
綾瀬は戦後比較的早くに土地区画整理事業が進められ、大通りを中心に直線的な道路が整備されている。町域内には公園も多く、北部（五、六丁目）には広大な都立東綾瀬公園が広がり、敷地内にはアスレチック施設や小川が置かれ、子供たちの遊び場としてだけでなく、水と緑の憩いの空間を与えている。東京武道館は各種武道・スポーツの試合や成人式等のイベントに利用されている。
綾瀬はおおむね3つの範囲に分けられる。
1つ目は町域南西部の綾瀬一丁目である。
綾瀬一丁目は西端を綾瀬川と接し、東端は現在の足立区・葛飾区境のコミュニティ道路に沿って南へと広がる。
南端は古隅田川で葛飾区小菅と画され、北端は常磐線をもって他の綾瀬地区とは画されており、綾瀬駅西口と接する。
綾瀬川には伊藤谷橋が架かり西綾瀬と連絡されている。
ここはかつての綾瀬村大字伊藤谷に相当し、現在ではあまりなじみがないものの、この地域固有の古い小字が残されている。
- 南ガハ：綾瀬一丁目10番一帯
- 北ガハ：綾瀬一丁目35番一帯
- 東ガハ：伊藤谷通り一帯
- 中郷：綾瀬一丁目区立児童遊園地一帯。町域外の葛飾区小菅四丁目には「中ノ郷」という名の金融機関がある。）

2つ目は町域東部の二、三、五丁目である。
この部分はかつて東渕江村大字普賢寺に属しており、近隣でも特に古い歴史を持つ地域である。
綾瀬二丁目は常磐線の南側に位置し、東・南・西の三方を葛飾区に囲まれ、古隅田川の旧流路で画されている。
この古隅田川は現在ほとんどが掛蓋で覆われ、一部は親水水路として整備されている。
綾瀬三丁目常磐線北側にあり綾瀬駅東口と接する。駅前は大型の複合商業施設や商店街が広がり、JR常磐線高架橋下には多くの商店が並ぶ。
これらの大型商業施設、中小商店は共存共栄の活力ある街づくりを目指し、それに成功しているといえよう。
駅のすぐわきから北に伸びる東綾瀬公園沿いに進めば東京武道館が建ちスポーツレクリエーションの拠点となっている。また日中は人通りもあり活況を呈しているが、夜間帯は刑法犯の多発など治安面で注意を要するケースも目立つ。
3つ目は町域西・北部の綾瀬四、六、七丁目である。
この部分はかつての綾瀬村大字五兵衛にあたり、綾瀬村の中心地であった。
西端を綾瀬川で西綾瀬、青井と画されているが、これらはもともとは同じ五兵衛新田であったものが綾瀬川の開削によって分断されたものである。
綾瀬川沿岸には中小の工場が立ち並び、綾瀬川を物流水運の拠点として操業している。

### 綾瀬地域
広義の「綾瀬」にあたる綾瀬地域は、現在の綾瀬一丁目から綾瀬七丁目を含む周辺、かつての東京府南足立郡綾瀬村に相当する。旧綾瀬村の領域は現在の綾瀬をはじめ、青井、弘道、西綾瀬、足立の全部あるいは一部がそれにあたっていた。

### 地価
住宅地の地価は、2025年（令和7年）1月1日の公示地価によれば、綾瀬1-32-3の地点で108万円/m2、綾瀬3-22-7の地点で75万円/m2、綾瀬4-10-20の地点で63万7000円/m2、綾瀬7-20-10の地点で95万円/m2となっている。

## 歴史
1867年（慶応4年）3月には、近藤勇ほか新選組隊士らが五兵衛新田（当時。現在の綾瀬四丁目）の金子家に滞在していたことがある。
足立区の登録有形文化財となっている「金子家文書」によると、新選組の綾瀬滞在期間は、1867年（慶応4年）3月13日から4月1日までの20日間。人数は当初48人から徐々に増え、最終的には230余人に達し、金子家（本家）ほか、金子家（分家）と近くの観音寺に分宿していた。

### 沿革
- 1889年（明治22年）5月1日 -  五兵衛新田・弥五郎新田・次郎左衛門新田・伊藤谷村と保木間村字二ツ家などの多村の飛地が合併し、東京府南足立郡綾瀬村が成立。旧村域は大字となる。
- 1932年（昭和7年）10月1日 - 南足立郡が東京市足立区となる。大字単位で町名が定められたため、足立における地名としての「綾瀬」は一旦消滅。
- 1943年（昭和18年） - 綾瀬駅開業。
- 1965年（昭和40年）5月1日 - 伊藤谷本町、伊藤谷東町、普賢寺町、北三谷町、五兵衛町の一部地域に住居表示が実施され、綾瀬一-六丁目が成立。
- 1968年（昭和43年）4月1日 - 綾瀬一-三丁目と葛飾区上千葉町の間の町界を一部変更する。
- 1968年（昭和43年）12月1日 - 五兵衛町・東加平町の一部地域に住居表示が実施され、綾瀬七丁目が成立。
- 1971年（昭和46年）5月1日 - 普賢寺町・下谷中町の一部に住居表示が実施され、綾瀬六・七丁目に編入される。

## 世帯数と人口
2025年（令和7年）1月1日現在（足立区発表）の世帯数と人口は以下の通りである。
| 丁目       | 世帯数     | 人口     |
| ---------- | ---------- | -------- |
| 綾瀬一丁目 | 2,748世帯  | 4,814人  |
| 綾瀬二丁目 | 3,246世帯  | 5,206人  |
| 綾瀬三丁目 | 2,482世帯  | 4,186人  |
| 綾瀬四丁目 | 2,111世帯  | 3,302人  |
| 綾瀬五丁目 | 2,140世帯  | 3,420人  |
| 綾瀬六丁目 | 1,944世帯  | 3,283人  |
| 綾瀬七丁目 | 1,481世帯  | 2,709人  |
| 計         | 16,152世帯 | 26,920人 |

### 人口の変遷
国勢調査による人口の推移。
| 年                 | 人口   |
| ------------------ | ------ |
| 1995年（平成7年）  | 20,675 |
| 2000年（平成12年） | 21,795 |
| 2005年（平成17年） | 22,348 |
| 2010年（平成22年） | 24,678 |
| 2015年（平成27年） | 24,558 |
| 2020年（令和2年）  | 26,463 |

### 世帯数の変遷
国勢調査による世帯数の推移。
| 年                 | 世帯数 |
| ------------------ | ------ |
| 1995年（平成7年）  | 9,130  |
| 2000年（平成12年） | 10,236 |
| 2005年（平成17年） | 10,824 |
| 2010年（平成22年） | 12,816 |
| 2015年（平成27年） | 12,974 |
| 2020年（令和2年）  | 15,185 |

## 学区
区立小・中学校に通う場合、学区は以下の通りとなる（2023年4月時点）。なお、足立区では学校選択制度を導入しており、区内全域から選択することが可能。ただし、小学校に関しては、2018年（平成30年）度から学区域または学区域に隣接する学校のみの選択になる。
| 丁目       | 番地 | 小学校               | 中学校               |
| ---------- | ---- | -------------------- | -------------------- |
| 綾瀬一丁目 | 全域 | 足立区立綾瀬小学校   | 足立区立東綾瀬中学校 |
| 綾瀬二丁目 | 全域 | 足立区立綾瀬小学校   | 足立区立東綾瀬中学校 |
| 綾瀬三丁目 | 全域 | 足立区立綾瀬小学校   | 足立区立東綾瀬中学校 |
| 綾瀬四丁目 | 全域 | 足立区立綾瀬小学校   | 足立区立東綾瀬中学校 |
| 綾瀬五丁目 | 全域 | 足立区立綾瀬小学校   | 足立区立東綾瀬中学校 |
| 綾瀬六丁目 | 全域 | 足立区立東加平小学校 | 足立区立東綾瀬中学校 |
| 綾瀬七丁目 | 全域 | 足立区立東加平小学校 | 足立区立東綾瀬中学校 |

## 事業所
2021年（令和3年）現在の経済センサス調査による事業所数と従業員数は以下の通りである。
| 丁目       | 事業所数    | 従業員数 |
| ---------- | ----------- | -------- |
| 綾瀬一丁目 | 141事業所   | 772人    |
| 綾瀬二丁目 | 212事業所   | 1,664人  |
| 綾瀬三丁目 | 292事業所   | 3,195人  |
| 綾瀬四丁目 | 193事業所   | 1,356人  |
| 綾瀬五丁目 | 96事業所    | 582人    |
| 綾瀬六丁目 | 129事業所   | 1,842人  |
| 綾瀬七丁目 | 56事業所    | 753人    |
| 計         | 1,119事業所 | 10,164人 |

### 事業者数の変遷
経済センサスによる事業所数の推移。
| 年                 | 事業者数 |
| ------------------ | -------- |
| 2016年（平成28年） | 1,152    |
| 2021年（令和3年）  | 1,119    |

### 従業員数の変遷
経済センサスによる従業員数の推移。
| 年                 | 従業員数 |
| ------------------ | -------- |
| 2016年（平成28年） | 10,396   |
| 2021年（令和3年）  | 10,164   |

## 交通

### 鉄道
- 東日本旅客鉄道（JR東日本）
  - 常磐線：綾瀬駅
- 東京地下鉄
  - 千代田線：綾瀬駅
    - 千代田線の北綾瀬駅は隣接する足立区谷中にある。

### バス
- 「綾瀬駅#バス路線」を参照

### 道路・橋梁
- 首都高速6号三郷線
- 東京都道308号千住小松川葛西沖線
- 東京都道314号言問大谷田線
- 東京都道467号千住新宿町線
- 都市計画道路
  - 補助109号線
  - 補助136号線
  - 補助138号線
- 戦車街道
- 綾瀬川の橋
  - 綾瀬新橋
  - 五兵衛新橋
  - 伊藤谷橋
- 古隅田川の橋
  - 境四橋
  - 南新橋
  - 境三橋
  - 旭橋
  - 境一橋
  - 元隅田橋
  - 綾南橋
  - 境田橋
  - 富士見橋
  - 袋橋
  - 北野橋

## 施設
教育
- 足立区立綾瀬小学校
- 足立区立東綾瀬中学校

公園・文化
- 東京都立東綾瀬公園
- 東京武道館

集合住宅
- 都営綾瀬二丁目団地
- 都営五兵衛団地
- シティタワー綾瀬 - 2024年現在建設中の高層マンション。2025年11月竣工予定。

## その他

### 日本郵便
- 郵便番号 : 120-0005[3]（集配局 : 足立郵便局[16]）。

## 事件・出来事
- 下山国鉄総裁轢死事件（戦後の混乱期に、西綾瀬で発生した未解決事件）
- 綾瀬母子殺人事件（1988年の事件。未解決事件）
- 女子高生コンクリート詰め殺人事件（1988 - 89年にかけて発生した未曾有の凶悪少年事件）
- 綾瀬五丁目マンション敷地内殺人事件（1999年6月の事件。未解決事件。綾瀬警察署#主な未解決事件を参照。）